# Soprèssa Vicentina
Soprèssa Vicentina ist eine italienische gereifte Rohwurst aus Schweinefleisch mit geschützter Ursprungsbezeichnung.

## Herkunft
Das Herkunftsgebiet umfasst die gesamte Provinz Vicenza und ist von den Kleinen Dolomiten, den Colli Berici und der Asiago-Hochebene umgeben.
Das Fleisch stammt von reinrassigen oder gekreuzten, nicht gentechnisch veränderten Tiere der Rassen Large White, Landrace oder Durco, die im italienischen Herdbuch oder in vom italienischen Herdbuch anerkannten ausländischen Herdbüchern eingetragen sein. Das Mindestschlachtalter von neun Monaten ist durch die auf der Keule in den ersten 30 Tagen nach der Geburt angebrachte Tätowierung überprüfbar.
Das Futtergetreide wird unter Zugabe von Wasser, Buttermilch und/oder Molke vorzugsweise als Nassfutter gegeben. Diese Praxis steht im Zusammenhang mit der Produktion der Käsesorten Asiago und Grana Padano, die ebenfalls in der Provinz Vicenza hergestellt werden. Bei der Produktion der beiden Käsesorten fällt als Rückstand Molke an die an die Schweinebestände in der Provinz Vicenza verfüttert wird. Dabei dürfen pro Tier täglich insgesamt höchstens 15 Liter Molke und Buttermilch verfüttert werden. Von der Geburt bis zum Ende der Aufzuchtphase ist die Verfütterung von Tiermehl verboten. Während der Mastphase dürfen als tierische Futtermittel nur Milcherzeugnisse verwendet werden.
Die Produktion der Futtermittel, Geburt, Aufzucht, Mast und Schlachtung der Schweine sowie die Verarbeitung und Reifung des Fleisches müssen in der Provinz Vicenza erfolgen.

## Herstellung
Die Tiere müssen bei Schlachtung mindestens 130 kg wiegen. Bei der Herstellung werden Stücke wie Schinken, Nacken, Schulter, Bauchfleisch, Halsfett und Lende verwendet. Die Teilstücke werden mindestens 24 Stunden bei einer Temperatur zwischen 0 °C und +3 °C gekühlt. Das Fleisch mit Lochscheiben (Lochdurchmesser 6 bis 7 mm) gewolft. Das zerkleinerte Fleisch wird auf 3 °C bis 6 °C erwärmt, dann werden je 100 kg Brät werden 2.700 g Salz, 300 g geviertelte Pfefferkörner, 50 g feingemahlene Würzmischung aus Zimt, Gewürznelken und Rosmarin, 150 g Zucker, Kaliumnitrat in der zulässigen Menge sowie ggf. 100 g Knoblauch zugegeben.
Zum Starten der Gärung können autochthone Bakterienkulturen zugesetzt werden. Nach Vermengen wird das Brät in Naturdärme mit einem Durchmesser von mindestens 8 cm zu Stücken von 1 bis 1,5 kg, 1,5 bis 2,5 kg, 2,5 bis 3,5 kg und 3,5 bis 8 kg gefüllt.
Die Trocknung erfolgt durch zwölfstündiges Abtropfen bei 20 bis 24 °C und darauf folgendem,  vier- bis fünftägigem Trocknen bei einer Temperatur von 22 bis 24 °C, die allmählich auf 12 bis 14 °C gesenkt wird.
Einschließlich Abtropfen und Trocknung beträgt die Reifezeit bei der Größe 1 bis 1,5 kg mindestens 60 Tage, 1,5 bis 2,5 kg mindestens 80 Tage, 2,5 bis 3,5 kg mindestens 90 Tage und 3,5 bis 8 kg mindestens 120 Tage.

## Eigenschaften
Soprèssa Vicentina  hat eine zylindrische Form und ist mit naturfarbener, teilweise elastischer Schnur vertikal gebunden. Über dieser Schnürung befindet sich eine Reihe von horizontalen Ringen aus demselben Material über die gesamte Länge des Produkts. Die mindestens drei horizontalen Ringe sind in einem Abstand von etwa 2 bis 4 cm angebracht. Sofern die Wurst Knoblauch enthält kann die Schlinge am Endstück farbig sein. Netze dürfen nicht verwendet werden.
Die Oberfläche weist einen natürlichen hellen Reifungsbelag auf. Das feste Brät ist zart und weist beim Anschnitt um die Muskelmasse angeordnete Fettpartikel auf, wodurch das Erzeugnis auch nach längerer Reifung weich bleibt. Die rosafarbene, ins Rötliche tendierende Scheibe ist von mittlerer Körnung, wobei die mageren und die fetten Bestandteile nicht scharf voneinander abgegrenzt sind.
Der Geruch ist würzig, teilweise nach Kräutern und ggf. mit einer Knoblauchnote. Der Geschmack ist zart, leicht süßlich und gepfeffert und ggf. mit deutlichem Knoblaucharoma.
Der Eiweißgehalt liegt insgesamt über 15 %, der Fettgehalt zwischen 30 % und 43 % und der Wassergehalt unter 55 %. Die Wurst enthält vorwiegend mesophile Bakterien, insbesondere Milchsäurebakterien und Micrococcaceae.

## Kennzeichnung und Handel
Die Bezeichnung "Soprèssa Vicentina DOP" und das Logo müssen deutlich und unverwischbar auf dem Etikett angebracht sein.